# Юлиус I Кан
Юлиус (Юлий) I Кан (? — 1237) — крупный венгерский барон и землевладелец, который занимал несколько важных должностей во время правления королей Имре, Ласло III и Андраша II. Он был предком рода Кан, который происходил из графства Баранья.

## Карьера
Юлий I женился на некой Елене (ум. до 1250 года), происхождение которой неизвестно. У них было два сына, Ладислав I, палатин Венгрии (1242—1244/5), и Юлиус II, главный виночерпий (1222—1228).
Его имя впервые упоминается в источниках как воеводы Трансильвании в 1201 году. Кроме воеводства он также занимал посты ишпана графства Фер. Также он занимал должность королевского судьи в 1202—1204 годах, кроме того, он был ишпаном графств Чанад (1202—1203) и Нитра (1204).
После смерти короля Ласло III Юлий Кан стал активным поклонником нового короля Андраша II, а в 1205 году служил ишпаном комитата Шопрон. После этого он был назначен ишпаном комитата Бодрог в 1206 году. Эту должность он занимал до 1212 года. В 1212—1213 годах он снова стал королевским судьей, кроме того, он получил пост ишпана комитата Бач . В 1213 году он был назначен баном Славонии и ишпаном комитата Ваш. Через год он стал воеводой Трансильвании на второй срок, кроме того, он действовал как ишпан комитата Сольнок.
Юлий I Кан был назначен палатином Венгрии, второй по величине светской должности после короля в 1215 году, и занимал эту должность до 1217 года. Согласно неаутентичной хартии он также упоминается как палатин в 1218 году. Он также служил в качестве ишпана комитата Шопрон в 1215 году. Во время Пятого крестового похода короля Венгрии Андраша II (1217—1218) Юлий I Как не смог предотвратить возникновения анархических условий, в результате чего на короткое время потерял свое политическое влияние.
Он вновь обрел свое прежнее влияние, так как в 1219 году был назначен баном Славонии и ишпаном комитата Шомодь. С 1220 по 1221 год он служил ишпаном комитата Сольнок и Бодрог. В 1221 году он стал членом королевского двора, как глава казначейства и королевский судья королевы Иоланды де Куртене. Через год он был назначен палатином Венгрии во второй раз (1222—1226) и  ишпаном графства Бодрог (1222—1224). Он служил в качестве  ишпана графства Шопрон в 1224—1226 годах. Эта последняя должность была также занимаема Юлием в 1228—1230 годах. В третий раз он являлся баном Славонии в 1229—1235 годах. Между тем, он занимал должность королевского судьи для королевы, во-вторых, в 1232 году.
После смерти короля Венгрии Андраша II (1235) Юлиус Кан был опозорен и заключен в тюрьму его преемником и новым королем Венгрии Белой IV. Он умер в заключении в 1237 году.